# Liste der Kulturdenkmale in Großsolt
In der Liste der Kulturdenkmale in Großsolt sind alle Kulturdenkmale der schleswig-holsteinischen Gemeinde Großsolt (Kreis Schleswig-Flensburg) und ihrer Ortsteile aufgelistet (Stand: 10. März 2025).

## Legende
In den Spalten befinden sich folgende Informationen:
- Objekt-ID: die Nummer des Kulturdenkmales
- Lage: die Adresse des Kulturdenkmales und die geographischen Koordinaten. Kartenansicht, um Koordinaten zu setzen. In der Kartenansicht sind Kulturdenkmale ohne Koordinaten mit einem roten Marker dargestellt und können in der Karte gesetzt werden. Kulturdenkmale ohne Bild sind mit einem blauen Marker gekennzeichnet, Kulturdenkmale mit Bild mit einem grünen Marker.
- Offizielle Bezeichnung: Bezeichnung des Kulturdenkmales
- Beschreibung: die Beschreibung des Kulturdenkmales
- Bild: ein Bild des Kulturdenkmales

## Sachgesamtheiten
| Objekt-ID      | Lage                         | Offizielle Bezeichnung | Beschreibung | Bild                             |
| -------------- | ---------------------------- | ---------------------- | --- | -------------------------------- |
| 40930 Wikidata | (54° 42′ 0″ N, 9° 30′ 51″ O) | Kirche Großsolt        | Aktualisierung vorgesehen - Begründung: geschichtlich, künstlerisch, städtebaulich, Kulturlandschaft prägend - Schutzumfang: Kirche mit Ausstattung, Kirchhof, Grabmale bis 1870, Feldsteinböschungsmauer, Baumreihe (Am Kirchberg); Pastorat (Am Kirchberg 16) | weitere Fotos \| Fotos hochladen |

## Bauliche Anlagen
| Objekt-ID      | Lage                                             | Offizielle Bezeichnung       | Beschreibung | Bild                             |
| -------------- | ------------------------------------------------ | ---------------------------- | --- | -------------------------------- |
| 2233 Wikidata  | Alte Landstraße 10 (54° 42′ 42″ N, 9° 33′ 33″ O) | Bauernhaus                   | Befindet sich im Großsolter Dorf Kollerup. Alteintragung (Aktualisierung vorgesehen) - Begründung: geschichtlich, künstlerisch - Schutzumfang: gesamtes Objekt - Denkmaltyp: Bauliche Anlage | Fotos hochladen                  |
| 13471 Wikidata | Am Kirchberg 16 (54° 41′ 57″ N, 9° 30′ 41″ O)    | Pastorat                     | Alteintragung (Aktualisierung vorgesehen) - Begründung: geschichtlich, künstlerisch, städtebaulich - Schutzumfang: Alteintragung (Aktualisierung vorgesehen) - Denkmaltyp: Bauliche Anlage, Sachgesamtheit: Kirche Großsolt | Fotos hochladen                  |
| 2798 Wikidata  | Am Kirchberg (54° 42′ 0″ N, 9° 30′ 51″ O)        | Kirche mit Ausstattung       | Alteintragung (Aktualisierung vorgesehen) - Begründung: geschichtlich, künstlerisch, städtebaulich - Schutzumfang: gesamtes Objekt - Denkmaltyp: Bauliche Anlage, Sachgesamtheit: Kirche Großsolt | weitere Fotos \| Fotos hochladen |
| 2234           | Kollerupholz 2 (54° 42′ 51″ N, 9° 35′ 0″ O)      | Wohn- und Wirtschaftsgebäude | Wohn- und Wirtschaftsgebäude; Mi. 19. Jh.; langgestreckter, weiß geschlämmter Backsteinbau mit rechtwinkligem Anbau, reetgedecktes Halbwalmdach, First mit Hängehölzern, übergiebeltes Querdielentor und flachgewölbter Frontispiz - Begründung: geschichtlich, Kulturlandschaft prägend - Schutzumfang: gesamtes Objekt - Denkmaltyp: Bauliche Anlage | BW                               |

## Gründenkmale
| Objekt-ID      | Lage                                      | Offizielle Bezeichnung | Beschreibung | Bild            |
| -------------- | ----------------------------------------- | ---------------------- | --- | --------------- |
| 23148 Wikidata | Am Kirchberg (54° 42′ 0″ N, 9° 30′ 48″ O) | Kirchhof               | Alteintragung (Aktualisierung vorgesehen) - Begründung: geschichtlich, Kulturlandschaft prägend - Schutzumfang: Kirchhof, Grabmale bis 1870, Feldsteinböschungsmauer, Baumreihe - Denkmaltyp: Gründenkmal, Sachgesamtheit: Kirche Großsolt | Fotos hochladen |

## Quelle
- Liste der Kulturdenkmale in Schleswig-Holstein – Kreis Schleswig-Flensburg

- Karte mit allen Koordinaten:
- OSM |
- WikiMap